# Жанна Французская (королева Наварры)
Жанна Валуа (фр. Jeanne de France, Jeanne de Valois; 24 июня 1343 — 3 ноября 1373) — принцесса Франции из династии Валуа, дочь короля Иоанна II Доброго и Бонны Люксембургской, жена короля Наварры Карла II Злого.

## Биография
Жанна Валуа родилась 24 июня 1343 года в Шатонеф-сюр-Луар. Она была седьмым ребёнком и третьей дочерью дофина Иоанна, бывшего герцогом Нормандии, и его первой жены Бонны Люксембургской. Всего у её родителей было одиннадцать детей, семь из которых достигли взрослого возраста.
21 июня 1347 года в Лувре состоялась помолвка 4-летней Жанны и Генриха Брабантского, которому было не менее 12 лет, сына герцога Брабанта Жана III Триумфатора и Марии д’Эврё.
11 сентября 1349 года умерла от бубонной чумы мать девочки, Бонна Люксембургская. Через два месяца скончался и жених, Генрих Брабантский. Отец в феврале 1350 женился во второй раз на Жанне Овернской.
В августе 1350 года Иоанн сменил на престоле своего отца Филиппа VI. Стремясь укрепить династические позиции, он выдал свою дочь Жанну за одного из возможных претендентов на французский трон, Карла II Наваррского, который как по линии отца, так и по линии матери приходился родственником последним правящим Капетингам, а самому Иоанну был троюродным братом.
12 февраля 1352 года в замке дю Вивье в Кутевру состоялось бракосочетание Жанны и Карла II, короля Наварры. После свадьбы Карл поручил молодую жену попечительству вдовствующих королев: своей сестры Бланки и тётки Жанны д’Эврё.
Этот брак, однако, не смог закрепить дружеские отношения между двумя правителями. Уже в конце 1354 года Иоанн II вторгся во владения Карла II в Нормандии. А в 1356 даже заключил его в тюрьму. Карл II был освобождён лишь спустя полтора года амьенцами. После этого он вновь возобновил вражду с французской короной, фактически начав гражданскую войну. Лишь в 1360 году после подписания мирного договора в Бретиньи с Англией, Иоанн заключил мир и с Карлом Наваррским в Кале.

Карл возобновил поддержку трону Франции. И в тот же год родился его и Жанны первый ребёнок — дочь Мария. В последующие годы наследники у супругов появлялись регулярно:

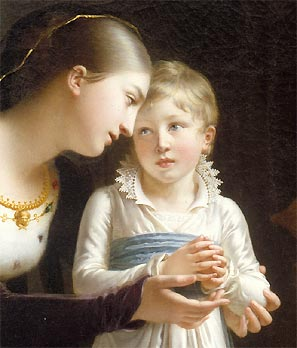
Дочь Жанны Валуа — Жанна Наваррская с сыном. Фрагмент картины Генриетты Лоримье, 1806

- Мария (1360—после 1425)[4], замужем за Альфонсо Арагонским, герцогом Гандии, графом Рибагорсы и Дении, детей не имела.
- Карл (1361—1425), следующий король Наварры, женат на Элеоноре Кастильской, имел восемь детей.
- Бонна (1364—после 1389)
- Пьер (1366—1412), граф де Мортен, женат на Екатерине Алансонской, имел внебрачного сына.
- Филипп (род. 1368), умер молодым
- Жанна (1370—1437), замужем за герцогом Бретани Жаном V, позже — за королём Англии Генрихом IV Болингброком, имела девять детей от первого брака.
- Бланка (1372—1385)
- Изабелла — воспитывалась в монастыре Санта-Клара в Эстелье[5].

Умерла Жанна 3 ноября 1373 года в Эврё в возрасте 30 лет. Похоронена в аббатстве Сен-Дени.

## В культуре
- Упоминается в романе Мориса Дрюона «Когда король губит Францию» из цикла «Проклятые короли»[6].